# Zeroville
Pour plus de détails, voir Fiche technique et Distribution.
Zeroville est un film américain réalisé par James Franco, sorti en 2019.

## Synopsis
En août 1969, Jerome Vikar (James Franco), un motard au crâne rasé et tatoué, se rend à Los Angeles, notamment pour aller sur Hollywood Boulevard. Dans la « Cité des Anges », le jeune homme espère surtout lancer sa carrière cinématographique. Il va vite déchanter : le cinéma n'est pas le « septième art » mais un business et Hollywood est une ville rongée par le sexe, la drogue et le rock 'n' roll. Vikar ne s'y sent plus à sa place et est en décalage avec la nouvelle génération.

## Fiche technique
Sauf indication contraire, les informations mentionnées dans cette section peuvent être confirmées par la base de données cinématographiques IMDb,  présente dans la section « Liens externes ».
- Titre original : Zeroville
- Réalisation : James Franco
- Scénario : Paul Felten et Ian Olds, d'après le roman Zeroville (en) de Steve Erickson
- Direction artistique : Eric Morrell
- Décors : Kristen Adams
- Costumes : David Page
- Photographie : Bruce Thierry Cheung
- Production : Caroline Aragon, Vince Jolivette et Michael Mendelsohn
- Production déléguée : Scott Reed, Wendy Rutland, Lauren Selig et Ron Singer
- Production associée : Billy Greenfield et Natalie Perrotta
- Société(s) de production : RabbitBandini Productions
- Pays d'origine :  États-Unis
- Langue originale : anglais
- Format : couleur - 35 mm - 2,35:1 - son Dolby Digital
- Genre : comédie dramatique
- Durée : 96 minutes
- Dates de sortie[1] :
  -  États-Unis : 20 septembre 2019
  -  France : 1er novembre 2020 (VOD)

## Distribution
Sauf indication contraire, les informations mentionnées dans cette section peuvent être confirmées par la base de données cinématographiques IMDb,  présente dans la section « Liens externes ».
- James Franco (VF : Anatole de Bodinat) : Jerome Vikar
- Megan Fox (VF : Caroline Anglade) : Soledad Paladin
- Seth Rogen (VF : Emmanuel Gradi) : Viking Man (John Milius)
- Will Ferrell (VF : Stefan Godin) : Rondell (non crédité)
- Jacki Weaver : Dotty
- Danny McBride : Slim
- Mike Starr (VF : Gabriel Le Doze) : Burly
- Dave Franco (VF : Yoann Sover) : Montgomery Clift
- Craig Robinson (VF : Jim Redler) : Le voleur
- Joey King (VF : Alice Orsat) : Zazi
- Horatio Sanz (en) (VF : Guillaume Bourboulon) : Francis Ford Coppola
- Thomas Ian Nicholas : Martin Scorsese
- Stewart Strauss : Dennis Hopper
- Mino Mackic (VF : Gabriel Le Doze) : Marlon Brando
- Mia Serafino : Ali
- Scott Haze : Charles Manson
- Tamzin Brown : la vampire lesbienne

## Production

### Tournage
Le tournage débute le 24 octobre 2014 à Los Angeles. Des scènes sont ensuite tournées à Pasadena en novembre.

## Sortie
En septembre 2015, il est annoncé que la société Alchemy a acquis les droits de distribution nord-américaine. Cependant, la société fait faillite et le film n'a plus de distributeur,.
En septembre 2019, le film fut sélectionné en compétition pour la Coquille d'or au Festival de Saint-Sébastien, soit deux ans après The Disaster Artist qui l'avait remporté. Mais avant sa projection, il fut révélé que le film avait déjà été projeté en Russie avant sa présentation au festival, ce qui eut pour conséquence sa disqualifaction et sa présentation hors compétition.

## Distinctions

### Nominations
- Festival international du film de Saint-Sébastien 2019 : Hors compétition
- Razzie Awards 2020 : pire acteur pour James Franco, pire second rôle masculin pour Seth Rogen et pire réalisateur pour James Franco